# Belo Jardim Futebol Clube
Il Belo Jardim Futebol Clube, meglio noto come Belo Jardim, è una società calcistica brasiliana con sede nella città di Belo Jardim, nello stato del Pernambuco.

## Storia
Il club è stato fondato il 18 gennaio 2005. Il Belo Jardim ha chiuso in seconda posizione nel Campeonato Pernambucano Série A2 nel 2011, perdendo la competizione con il Serra Talhada, ma venendo promosso nel Campionato Pernambucano 2012.

## Palmarès

### Competizioni statali
- Campeonato Pernambucano Série A2: 1

2015